# Peter Crane
Peter Crane (nascut el 22 de desembre de 1948 a Londres, Anglaterra) és un director de cinema, productor de cinema i director de televisió britànic.
Va dirigir els llargmetratges Assassin (1973) i Moments (1974). ambé va dirigir episodis de la sèrie de televisió nord-americana B. J. and the Bear, Darkroom, The Fall Guy,  Knight Rider, Masquerade. Moonlighting, S'ha escrit un crim, Guns of Paradise, Hunter i [[[Kung Fu: The Legend Continues]], el seu últim crèdit de direcció.
També va produir nombroses pel·lícules, com ara The Passion of Ayn Rand (1999), en la qual va ser nominat al premi al productor de televisió de l'any a Longform al 2000. Premis Producers Guild of America.